# Freddie Prinze
Freddie Prinze (22. juni 1954 – 29. januar 1977) var en amerikansk skuespiller og stand-up komiker. I hans korte karriere blev han bedst kendt for sin rolle i Chico and the Man. Han er far til skuespilleren Freddie Prinze Jr.

## Biografi

### Opvækst
Prinze blev født Frederick Karl Pruetzel på St. Clair's Hospital i New York City, som søn af Maria og Karl Pruetzel. Hans mor var puertoricansk og hans far af tysk og ungarsk herkomst med en blandet luthersk og jødisk baggrund; han immigrerede fra Tyskland til USA i 1934.
Pruetzel voksede op i et hispanic område i Washington Heights, New York City. Han begyndte sin uddannelse på en privat luthersk skole, et religiøs kompromis fra hans forældre (selvom at hans mor tog ham med til katolske messer om søndagene). Da Prinze var lille, meldte hans mor ham til et ballethold, pga vægtproblemer. Uden at fortælle sine forældre det, gik Prinze til succesfuld optagelsesprøve på Fiorello H. LaGuardia High School of Performing Arts, hvor han blev introduceret til drama og kunne fortsætte med sin ballet – hvor han samtidig opdagede sit talent for komik, da han underholdte drengene i omklædningsrummene. Han droppede ud af skolen i hans sidste år på high school for at blive stand-up komiker.

### Karriere
Prinze arbejdede i adskillige comedy clubs i New York City, inklusiv The Improv og Catch a Rising Star, hvor han introducerede sig selv til sit publikum som "Hungarican" (sammentrækning af det engelske ord for Ungarn (Hungarian) og det engelske ord at komme fra Puerto Rico (Puerto Rican)). For at det ville blive lettere at huske ham, når han engang blev kendt, ændrede han sit efternavn til "Prinze", som han valgte fordi at han egentlig gerne ville være kendt for "Kongen" af komik, men komikeren Alan King havde jo allerede "King" som sit efternavn, så han måtte blive "Prins" af komik i stedet.
I 1973 fik han sin første fjernsyns-optræden i en af de sidste episoder af The Jack Paar Show. I december 1973 fik han sin største omtale med en optræden i The Tonight Show Starring Johnny Carson. Prinze var den første og yngste komiker til at blive bedt om at have en såkaldt "sit-down chat" med Carson i hans første medvirken (Prinze medvirkede og var gæste stjerne på The Tonight Show ved adskillige andre anledninger). Fra 1974 til 1977 optrådte som Prinze Francisco "Chico" Rodriguez i NBCs tv-serie Chico and the Man sammen med Jack Albertson. Serien var et enormt hit.
Prinze havde derefter mange optrædener i Dean Martin Celebrity Roasts. I 1975 udgav han et comedy album, som var blevet optaget live hos Mr. Kellys i Chicago kaldet Looking Good — hans første sætning af fra Chico and the Man. I 1976 medvirkede han i tv-filmen The Million Dollar Rip-Off.
Prinze havde et smule kendt talent for at synge, fx kunne man høre han i baggrunden i titelsangen på Tony Orlando and Dawns album To Be With You, i hans optrædener i deres varietéer, og ved sjældne tilfælde i hans eget sitcom.
Omkring 4 før hans død, skrev Prinze en årelang kontrakt med NBC med en værdi på $6 million dollars over fem år. I månederne før han døde, var han meget fikseret om hvordan John F. Kennedy var blevet myrdet. Han udviklede også en besættelse af filmen Taxi Driver ved at se den gentagne gange om dagen.
Efter at være blevet velhavende, tog Prinze kamptræningstimer hos Robert Wall, en elev af Bruce Lee, som optræder i Enter the Dragon og Return of the Dragon. Kort tid efter blev Wall gudfar til Prinzes nyfødte søn, Freddie Prinze Jr

### Privat
Prinze datede i sin levetid bl.a. skuespillerne Lisa Farringer og Pam Grier samt andre. Han var romantisk involveret med Kitty Bruce, datter af den senere Lenny Bruce, som Prinze beundrede. Der gik på tidspunkt et rygte om at Prinze og Kitty var blevet forlovet og skulle giftes, men rygtet blev aldrig virkeligt.
Han giftede sig med Katherine Cochran i oktober 1975, som han fik en søn med, den kommende skuespiller Freddie James Prinze Jr. Sønnens mellemnavn var til ære for James Komack, producer af Chico and the Man. I 1976 efter at han var blevet arresteret for at kørt påvirket af en form for narkotika, søgte hans kone om skilsmisse med den begrundelse at hans store forbrug af stoffer var til fare for hende og deres søn.

### Død
I de tidlige timer den 28. januar 1977, efter at have modtaget et tilhold fra sin eks-kone aftenen før, fortalte Prinze tilfældigt sine venner at "livet ikke er værd at leve", hvorefter han ringede rundt til familie, venner og forskellige andre forbindelser for at sige farvel fra hans hotelværelse på Beverly Comstock Hotel. Hans business manager, Marvin "Dusty" Snyder, blev alarmeret og skyndte sig over til Prinzes hotelværelse efter at have modtaget et farvel-opkald. Samtidig med at Snyder ankommer til hans værelse, er Prinze fortsat med sine opkald og han fortæller nu sin mor: "Mor, jeg elsker dig meget højt, men jeg kan ikke blive ved. Jeg har brug for at finde fred." Snyder tilkaldte nu Prinzes psykolog i det næste værelse, og fortalte, hvad der foregik, men psykologen kunne ikke se nogen grund til at Prinze skulle være i fare. Snyder vendte tilbage til Prinze, som nok var i gang med at sige farvel til sin eks-kone: "Jeg elsker dig, Kathy. Jeg elsker babyen, men jeg har brug for at finde fred. Jeg kan ikke blive ved." Efter opkaldet tog Prinze en pistol frem fra sofaen. Snyder forsøgte at bryde ind, men Prinze skød sig selv i hovedet og kørt til UCLA Medical Center, hvor han blev lagt i respirator efterfulgt at en hasteoperation. Prinzes familie fjernede ham fra respiratoren og han døde kl. 13 den 29. januar i en alder af 22.

### Baggrund
Hans død, som egentlig var blevet arkiveret som selvmord, blev år senere om-arkiveret til "skyde-udheld under påvirkning af narko". Det var Prinzes mor, Maria, som ansøgte om at få sin søns dødsårsag omskrevet. Prinze havde en fortid med at lege med pistoler og at have opført falske selvmordsforsøg for at skræmme hans venner, til sin egen underholdning. Han havde efterladt et brev, hvor der stod at beslutningen om at begå selvmord var hans alene, men fordi han trykkede på aftrækkeren i tilstedeværelsen af et vidne – noget som selvmordere sjældent gør- gav det nok argumenter for at han faktisk ikke havde tænkt sig at tage sit eget liv den dag.
Prinzes mor skrev en bog om hendes søn, The Freddie Prinze Story, som blev udgivet i 1978. I september 1979 havde tv-filmen Can You Hear the Laughter? The Story of Freddie Prinze premiere.
I 2001 begyndte TV Land at genudsende afsnit af Chico and the Man.